# Ma’arrat an-Numan (dystrykt)
Ma’arrat an-Numan  – jedna z 5 jednostek administracyjnych drugiego rzędu (dystrykt) muhafazy Idlib w Syrii.
W czasie spisu ludności w 2004 roku dystrykt zamieszkiwało 371 829 osób.
Dystrykt jest dodatkowo podzielony na sześć poddystryktów:
- Ma’arrat an-Numan
- Chan Szajchun
- Sindżar
- Kafr Nubl
- At-Tamani’a
- Hisz